# Каршур
Каршу́р — бывшая деревня в Большеварыжском сельском поселении Балезинского района Удмуртии. Центр поселения - деревня Большой Варыж.
Вблизи (километром южнее на берегу реки Варыж) находится могильник "Каршурский" ("Часовнядор"), IX-XII вв. - объект культурного наследия федерального значения (Указ Президента РФ от 20.02.95 № 176).
В деревне родился Баженов Дмитрий Иванович - удмуртский писатель и литературный критик.
Население - 42 человека в 1961 году.
ГНИИМБ 	: 1837
Индекс 	: 427532